# Louis Pasteur
Louis Pasteur, francoski mikrobiolog in kemik, * 27. december 1822, Dole, Jura, Francija, † 28. september 1895, Saint-Cloud, Hauts-de-Seine, Francija.

## Življenje
Louis Pasteur se je rodil v katoliški družini v mestecu Dole. Bil je tretji otrok strojarja Jeana-Josepha Pasteura in Jeanne-Etiennette Roqui. Družina se je leta 1827 preselila v mesto Arbois, kjer je začel obiskovati osnovno šolo leta 1831. V imel Arbois je imel kasneje tudi hišo in laboratorij. Oba sta danes preurejena v njemu posvečen muzej. Njegova najzgodnejša dela so bila s področja kemije in kristalografije. Ukvarjal se je s kristali vinske kisline. Ugotovil je, da naravna raztopina vinske kisline drugače polarizira svetlobo kot umetna. Sklepal je, da je molekula v umetni raztopini asimetrična in da lahko obstaja v dveh oblikah, v naravni raztopini pa lahko obstaja samo v eni obliki. To je bil prvi dokaz kiralnosti molekul. Po tem dokazu se je posvetil področju biologije in medicine.
S svojimi odkritji je pričel novo obdobje v zgodovini medicine. Dokončno je ovrgel teorijo o spontani generaciji in začel na znanstven način iskati povzročitelje nalezljivih bolezni. Širši javnosti je najbolj znan po postopku, imenovanem pasterizacija, s katerim je ljudem pokazal, kako se prepreči kvarjenje vina in mleka. Skupaj z Martinusom Beijerinckom, Ferdinandom Cohnom in Robertom Kochom sodi med glavne utemeljitelje mikrobiologije. Tudi na področju kemije so zelo znana njegova odkritja, najbolj opazna je asimetrija kristalov.
Umrl je blizu Pariza zaradi komplikacij po številnih srčnih kapeh. Pokopan je v katedrali Notre Dame.

## Raziskave v medicini
S svojimi poskusi o fermentaciji je dokončno ovrgel teorijo o spontani generaciji živega. Pokazal je, da proces fermentacije povzročijo mikroorganizmi. Vrelo raztopino v steklenički je izpostavil zraku preko filtrov, tako da delci iz zraka niso mogli do raztopine. Enako je poskusil s stekleničko, ki ni imela filtra, imela pa je dolgo zavito stekleno cevko, po kateri prašni delci iz zraka niso mogli do raztopine. V obeh raztopinah ni zraslo ničesar. S tem je dokazal, da živi organizmi, kot so spore iz zraka, pridejo od zunaj v raztopino in ne nastanejo spontano v raztopini. Dokazal je, da živo nastane le iz živega. Pasteur ni bil prvi, ki se je ukvarjal s teorijo o spontani generaciji živega. Danes ga pogosto imenujemo za očeta bakteriologije, skupaj z Robertom Kochom.
Z raziskavami je ugotovil, da nekateri mikroorganizmi kontaminirajo fermentirajoče pijače. Uvedel je postopek, s katerim se tekočine, kot je mleko, segreje do temperature, ki ubije večino mikroorganizmov, ki so že prisotni v njih. Proces se po njem imenuje pasterizacija. Iz tega dela je sledila ugotovitev, da mikroorganizmi povzročajo bolezni tudi pri ljudeh in živalih. Tako je Listerju predlagal razvoj aseptičnih metod dela v kirurgiji.
Kasneje v življenju se je zelo veliko ukvarjal s kokošjo kolero. V laboratoriju je na gojišču gojil bakterijo, ki povzroča kokošjo kolero. Pred uporabo je bakterijska kultura odmrla, a jo je kljub temu uporabil in z njo cepil kokoši. Mesec dni stara kultura bakterij je kokoši oslabila, a za njih ni bila usodna kot običajno. Po le blagih bolezenskih znakih so si kokoši popolnoma opomogle. Po tem je sklepal, da so živali postale odporne na bolezen. Uporabil je metodo atenuacije ali oslabitve mikroorganizmov s staranjem kulture, kar je še danes pogost način za zmanjšanje virulentnosti povzročitelja bolezni.
To metodo imunizacije (cepljenja, vakcinacije) je uporabil tudi pri okužbi z vraničnim prisadom (antraksom). Antraks je nevarna živalska bolezen, ki lahko povzroči ogromno gospodarsko škodo. Poskusil je napraviti cepivo tudi proti tej bolezni. Znan je njegov drzen javni poskus leta 1881 na farmi Poully-le Fort. Pripravil je 48 ovac, ki jih je razdelil v dve skupini po 24 živali. Eno skupino je cepil na dan nič z oslabljenim cepivom in nato še 14 dni pozneje. Druge skupine ni cepil. Čez mesec dni je vsem živalim iz obeh skupin vbrizgal svež virulenten sev povzročitelja antraksa, bakterijo Bacillus anthracis. Že naslednji dan je v kontrolni skupini (necepljene ovce) poginilo 22 živali, cepljene živali pa so ostale zdrave. Kljub temu, da je Pasteur uspešno raziskoval antraks, pa odkritje bakterije Bacillus anthracis pripisujemo Robertu Kochu.

### Cepivo proti steklini
Pasteur je tudi prvi razvil cepivo proti virusu stekline. Virus je gojil v zajcih, nato ga je oslabil s sušenjem prizadetega živčnega tkiva, v katerem se virus razmnožuje. V zgodovino se je zapisal z zgodbo o zdravljenju devetletnega dečka Josepha Meistra, potem ko je dečka grdo ugriznil stekel pes. Za dečka je Pasteur tvegal svoje delo, saj ni imel zdravniške licence in bi za ogrožanje dečkovega življenja bil lahko tudi obsojen. Po cepljenju se je deček brez zdravljenja izognil zagotovi smrti zaradi okužbe. Zaradi uspešnosti cepljenja so že naslednje leto poročali o 350 novih poskusih zdravljenja. Sodna tveganja niso bila edina, ki jih je izzival Pasteur. V knjigi The Story of San Michele je avtor Axel Munthe napisal o raziskovanju cepiva proti virusu stekline: »Pasteur je bil neustrašen. Zavzet, da bi zavaroval in ohranil vzorec sline iz čeljusti steklega psa, sem ga nekoč videl s stekleno cevko med usti posesati nekaj kapljic smrtonosne sline iz ust steklega psa, ki sta ga na mizi držala dva pomočnika, ki sta imela roki zavarovani z usnjenimi rokavicami.«

## Priznanja

### Nagrade
Za svoje znanstvene dosežke je Pasteur leta 1874 prejel Copleyjevo medaljo Kraljeve družbe iz Londona.

### Poimenovanja
Danes se po Pasterju imenujeta inštitut in univerza v Parizu (Institute Pasteur, Université Louis Pasteur).

## Celotno delo Pasteurja
(francosko):
- Pasteur - Dissimetrija molekul (Euvre tome 1)
- Pasteur - Fermentacije in spontane generacije (Euvre tome 2)
- Pasteur - Študija o vinskem kisu in vinu (Euvre tome 3)
- Pasteur - Študija o boleznih (Euvre tome 4)
- Pasteur - Študija o pivu (Euvre tome 5)
- Pasteur - Virulentne bolezni. Virus. Cepiva, profilaksa pred steklino (Euvre tome 6)
- Pasteur - Dopisovanja (1840 – 1895)